# Åkersorkar
Åkersorkar eller egentliga sorkar (Microtus) är ett släkte gnagare i underfamiljen sorkar som omfattar cirka 50 arter.
De arter som hör till åkersorkarna är nära besläktade med jordsorkar. De skiljer sig från jordsorkar genom olikheter i kindtändernas byggnad och en kortare svans. De lever i Nordamerika, Europa och Asien.

## Beskrivning
Åkersorkar når en kroppslängd mellan 8 och 18 centimeter och därtill kommer en 2 till 10 centimeter lång svans. Vikten varierar mellan 17 och 170 gram. Den jämförelsevis långa pälsen är på ovansidan antingen gulaktig eller rödbrun, gråbrun eller svart. Undersidan är ljusare. Öronen är små och nästan helt gömda i pälsen. Hos de flesta arter har honor åtta spenar.
Habitatet utgörs av olika områden såsom tundra, torr gräsmark eller skogar. Flera arter bygger underjordiska bon. De flesta är aktiva under gryningen och natten. De håller ingen vinterdvala. Deras sociala beteende är delvis gåtfullt. Vissa arter lever i kolonier av hundratals individer som är aggressiva mot varandra.
Åkersorkar är uteslutande växtätare som har gräs, blad, rötter, rotfrukter, frön och nötter som föda. Ibland äter de under loppet av ett dygn föda som motsvarar deras egen vikt.
Honor kan ha flera kullar per år och i regioner med kalla vintrar sker fortplantningen oftast mellan våren och hösten. Är mattillgången bra sker parningar även under vintern när marken är täckt av snö. Dräktigheten varar 19 till 25 dagar och sedan föds upp till 12 ungar per kull.

## Arter efter vetenskapligt namn
| - M. abbreviatus, på två öar i Berings sund. - M. agrestis - åkersork, stora delar av Europa och norra Asien. - Microtus anatolicus - centrala Turkiet. - M. arvalis - fältsork, från västra Europa till Sibirien och Kina. - M. bavaricus, i Alperna vid tysk-österrikiska gränsen. - M. brachycercus, Italien. - M. breweri, på ön Muskeget närsa Massachusetts. - M. cabrerae - västlig medelhavssork, på Iberiska halvön. - M. californicus, Nordamerikas västra kustlinje från Oregon till norra Mexiko. - M. canicaudus, nordvästra USA. - M. chrotorrhinus, sydöstra Kanada och nordöstra USA. - M. daghestanicus, i Kaukasus. - M. dogramacii, centrala Turkiet. - M. duodecimcostatus, i Portugal, Spanien och sydöstra Frankrike. - M. evoronensis, kring Chabarovsk i sydöstra Sibirien. - M. felteni, på Balkan från Serbien till Grekland. - M. fortis, sydöstra Sibirien, Korea och östra Kina. - M. gerbei, sydvästra Frankrike och norra Spanien. - M. gregalis, från östra Europa till östra Sibirien. - M. guatemalensis, från södra Mexiko till Guatemala. - M. guentheri, på Balkan, i Västasien och norra Afrika. - M. hyperboreus, ryska Sibirien. - M. ilaeus, centrala Asien. - M. irani, västra Iran. - M. kermanensis, Iran. - Microtus levis, rysk fältsork, östra Europa och västra Asien. - M. liechtensteini, centrala och sydöstra Europa. - M. limnophilus, Kina och Mongoliet. - M. longicaudus, från Alaska till Kalifornien. - M. lusitanicus, Frankrike, Portugal och Spanien. - M. majori, nordöstra Turkiet och Iran. - M. maximowiczii, Kina, Mongoliet och Ryssland. | - M. mexicanus, i Mexiko och USA. - M. middendorffi, norra Rysslands tundra. - M. miurus, Alaska och nordvästra Kanada. - M. mongolicus, Kina, Mongoliet och Ryssland. - M. montanus, Kanada och USA. - M. montebelli, bara i Japan. - M. mujanensis, i Ryssland öster om Bajkalsjön. - M. multiplex, i Alperna. - M. mustersi, norra Libyen. - M. nasarovi - Microtus nebrodensis, på Sicilien. - M. oaxacensis, i Mexiko. - M. obscurus - M. ochrogaster, centrala Nordamerika. - M. oeconomus - mellansork, Nord- och Centraleuropa, norra Asien, Nordamerika. - M. oregoni, Kanada och USA. - Microtus paradoxus, Turkmenistan och Iran. - M. pennsylvanicus, Kanada och norra USA, med Alaska. - M. pinetorum, östra Nordamerika. - M. quasiater, i Mexiko. - M. richardsoni, nordvästra USA och västra Kanada. - M. rossiaemeridionalis - rysk fältsork - Microtus sachalinensis, på Sachalin - M. savii, i Frankrike och Italien. - M. schelkovnikovi, Azerbajdzjan och Iran. - M. sikimensis - M. socialis, från Ukraina till Kina, söderut till Syrien. - M. subterraneus - kortörad gransork, östra och centrala Europa. - M. tatricus, i Tatrabergen, möjligen även i Rumänien och Ukraina. - M. thomasi, på Balkan. - M. townsendii, Kanada och USA. - M. transcaspicus, Afghanistan, Iran och Turkmenistan. - M. umbrosus, i Mexiko. - M. xanthognathus, nordvästra Nordamerika. |

Olika arter har det svenska trivialnamnet gransork men de utgör ingen systematisk grupp.
Enligt olika studier bör Volemys clarkei och Volemys kikuchii flyttas till släktet åkersorkar.